# مارتن جون آموس
مارتن جون آموس (بالإنجليزية: Martin John Amos)‏ هو كاهن كاثوليكي أمريكي، ولد في 8 ديسمبر 1941 في كليفلاند في الولايات المتحدة.